# Šimun Katalinić
Šimun Katalinić (i Italien kendt som Simeone Cattalinich) (født 17. september 1889 i Zadar, død 4. marts 1977) var en kroatisk roer, bror til Frane og Ante Katalinić.
Katalinić deltog ved OL 1924 i Paris, hvor han repræsenterede Italien, som hans hjemby Zadar på daværende tidspunkt hørte under, i otteren. De vandt deres indledende heat, hvorpå de i finalen kom på en tredjeplads slået af USA og Canada, der vandt henholdsvis guld og sølv. De øvrige medlemmer af den italienske båd var hans brødre Frane og Ante Katalinić, samt Carlo Toniatti, Bruno Sorić, Giuseppe Crivelli, Petar Ivanov, Latino Galasso og styrmand Viktor Ljubić.
Katalinić vandt desuden en EM-sølvmedalje i otter ved EM 1922 i Barcelona og en guldmedalje i samme disciplin ved EM 1923 i Como.

## OL-medaljer
- 1924:  Bronze i otter